# Monnina tomentella
Monnina tomentella är en jungfrulinsväxtart som beskrevs av Chod.. Monnina tomentella ingår i släktet Monnina och familjen jungfrulinsväxter. Inga underarter finns listade i Catalogue of Life.